# Comic Book Collector
Comic Book Collector es el segundo álbum de estudio de la banda estadounidense de Surf Rock, The Trashmen.
El batería y cantante de la banda, Steve Wahrer, muere en el mismo año de la publicación de este álbum, a causa de cáncer y por lo tanto, fue sustituido por Mark Andreason, hermano de Tony Andreason.

## Lista de canciones
1. "Comic Book Collector" - 3:18
2. "Long Tall Texan" - 3:09
3. "House of the Rising Sun" - 4:44
4. "Keep Your Hands Off My Baby" - 3:24
5. "Don't Walk Away" - 3:18
6. "King of the Surf" - 2:48
7. "Summertime Blues" - 3:53
8. "Believe What You Say" - 3:09
9. "Love's Made a Fool of You" - 2:38
10. "Land of 1,000 Dances" - 4:24
11. "Surfin' Bird"  - 2:23

## Miembros
- Tony Andreason - Voz, guitarra líder
- Dal Winslow - Voz, guitarra rítmica
- Bob Reed - Bajo
- Steve Wahrer (†1989) - Cantante, Batería
- Mark Andreason - Batería

- Datos: Q5778983